# Fokker B.I (1922)
Il Fokker B.I fu aereo anfibio monomotore biplano sviluppato dall'azienda aeronautica olandese N.V. Nederlandsche Vliegtuigenfabriek (Fokker) nei primi anni venti.
Primo modello in grado di decollare dalla superficie acquatica dell'azienda basata a Veere, fu realizzato in un solo esemplare ed utilizzato fino al termine del decennio dalla Marine Luchtvaartdienst (MLD), la componente aerea della Koninklijke Marine (la marina militare dei Paesi Bassi), nelle Indie orientali olandesi.

## Storia del progetto
Nei primi anni della sua attività in territorio olandese la Fokker, che per ragioni di marketing adottò una ragione sociale diversa da quella utilizzata nell'Impero tedesco, iniziò a diversificare la produzione per entrare in fasce di mercato dell'aviazione sia militare che civile in espansione dopo il termine della prima guerra mondiale.
A questo scopo il direttore dell'ufficio tecnico ingegner Walter Rethel avviò lo sviluppo di un velivolo anfibio, ovvero che potesse operare sia da piste tradizionali che dalla superficie dell'acqua. Il progetto era relativo ad un inusuale, per l'epoca, modello a scafo centrale con velatura biplano-sesquiplana, ovvero con il piano alare inferiore dall'apertura sensibilmente minore di quello superiore, equipaggiato con un motore installato in configurazione spingente e dotato di un carrello d'atterraggio semiretrattile.
Il nuovo velivolo venne presentato al pubblico con la sigla B.I (da non confondere con i precedenti Fokker M.7 ed M.10 così indicati in servizio dalle autorità militari dell'Impero austro-ungarico) nel settembre 1922, spinto da un 12 cilindri a W Napier Lion azionante un'elica quadripala in legno a passo fisso. Le successive prove in volo, condotte dalla superficie del lago IJ, misero in evidenza ottime prestazioni.

## Tecnica
Il B.I fu un modello dall'aspetto, per l'epoca, inusuale.
Lo scafo a doppio gradino, realizzato interamente in duralluminio e dotato di compartimenti stagni, assicurava la galleggiabilità della cellula ed integrava le postazioni dei quattro membri dell'equipaggio, i due piloti in una cabina di pilotaggio a posti affiancati posizionata davanti ai piani alari e nei due abitacoli per i mitraglieri, una a prua ed una a metà scafo.
La velatura era di tipo sesquiplana con ali ricoperte da pannelli di compensato, collegate tra loro da una serie di controventature a travatura Warren.
La capacità anfibia era assicurata da un carrello d'atterraggio semiretrattile.
La propulsione era affidata ad un motore Napier Lion, un 12 cilindri a W raffreddato a liquido, posizionato all'altezza del bordo d'uscita dell'ala superiore in configurazione spingente azionante un'elica quadripala in legno a passo fisso. L'impianto di raffreddamento integrava una coppia di radiatori Lamblin.

## Impiego operativo
Al termine delle prove, nel 1923 venne consegnato alla marina militare olandese per una lunga serie di test in condizioni operative, che lo assegnò alla Marine Luchtvaartdienst, la propria componente aerea, che lo utilizzò nelle Indie orientali olandesi fino al 1929.

## Utilizzatori
Paesi Bassi
- Marine Luchtvaartdienst

### Pubblicazioni
- Fokker B.I e B.II, in Aerei da guerra, Ginevra - Novara, Edito Service S.A. - Istituto Geografico De Agostini, 1993.
- (EN) The New Fokker Amphibian Flying Boat - 450 H.P. Napier "Lion" Engine, in Flight, 21 dicembre 1922,  pp. 772-773.